# گودی‌پران بازی
گودی‌پران‌بازی یا بادبادک‌بازی از بازی‌های ویژهٔ نوروز در افغانستان است که مردم را وا می‌دارد بر فراز تپه‌ها یا میدان‌های وسیع بروند و گودی‌پران‌های رنگارنگی را با پیام‌های تبریک عید، اشعار عاشقانه و پیام‌های تبلیغاتی به بلندای آسمان بفرستند.

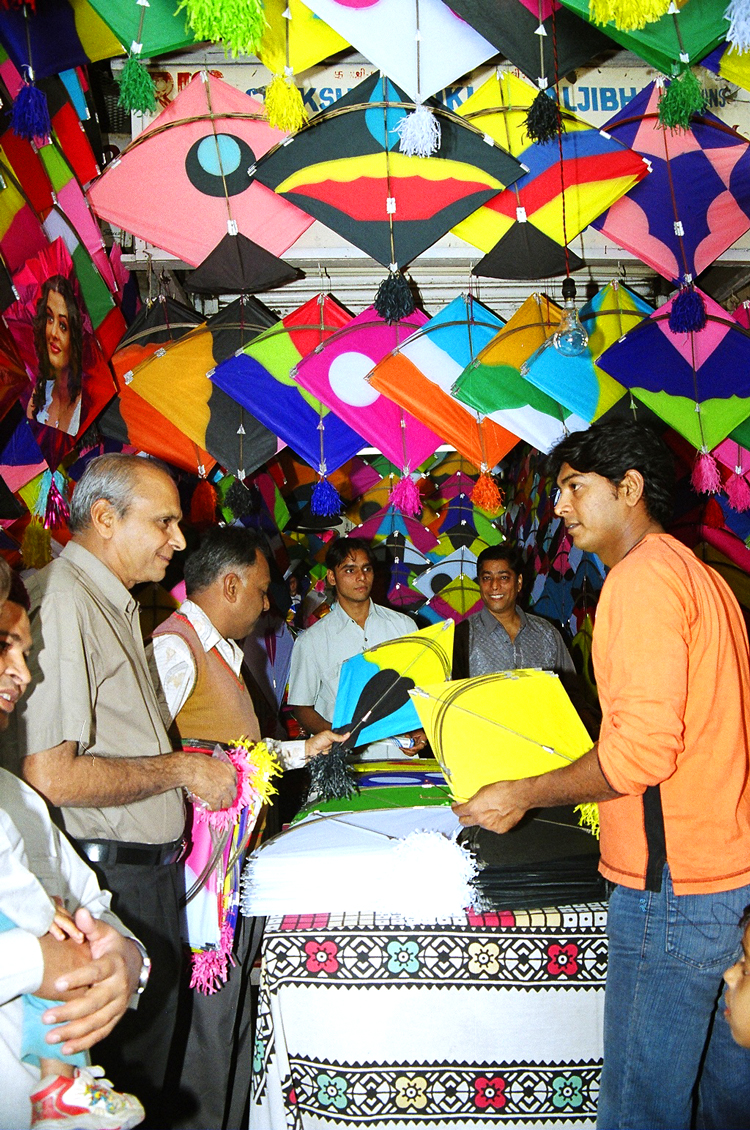
نمایی از یک بادبادک‌فروشی در کشور هند - ۲۰۰۸

سال‌ها پیش، سیک‌های افغانستان در رفت‌وآمدهای خود به هند، این بازی را یاد گرفتند و آن را به افغانستان آوردند. گودی‌پران‌بازی سیک‌ها به سرعت بر سر زبان‌ها افتاد و چندی بعد، مراسم باشکوهی در «قلعه حشمت‌خان» برگزار شد و ده‌ها گودی‌پران در آسمان شهر به پرواز درآمد.
به مرور زمان مردم با این بازی انس گرفتند و آداب و قواعد ویژه‌ای برای آن ترتیب دادند. ایام بیکاری، روزهای عید و هر زمان که باد ملایمی در حال وزیدن بود، زمان مناسبی برای گودی‌پران‌بازی به شمار می‌رفت. گودی‌پران‌بازها بعد از خواندن این بیت شعر«ای درک جیلانی، شمال (باد)ها ره طولانی» مشتی خاک از زمین برمی‌داشتند و بعد دست‌شان را در پیش روی صورتشان می‌گرفتند؛ با پخش خاک در هوا، جهت باد تشخیص و بعد از آن بازی شروع می‌شد.